# 戯画
戯画（ぎが）は、おかしみのある絵、または戯れに書かれた絵のこと。落書き、風刺画、漫画、カリカチュアなどと重なる面が多く、これらと明確には区別し難い。「戯画」の名を冠した作品としては鳥羽僧正（伝）による『鳥獣人物戯画』が著名である。
ウィキペディア日本語版における包括的な解説は以下を参照。
- 漫画 - 古代の戯画から現代のコマ割漫画にいたる歴史を概説。
- カリカチュア - 16世紀イタリアより発生した、誇張表現を伴う人物画・風刺画の技法を解説。
- カートゥーン - 「カートゥーン」という語で示される欧米の1コマ漫画および児童向けのアニメーションを解説。

そのほか戯画とされうる絵のジャンルとして鳥羽絵、大津絵、俳画といったものがある。